# Timo Vormala

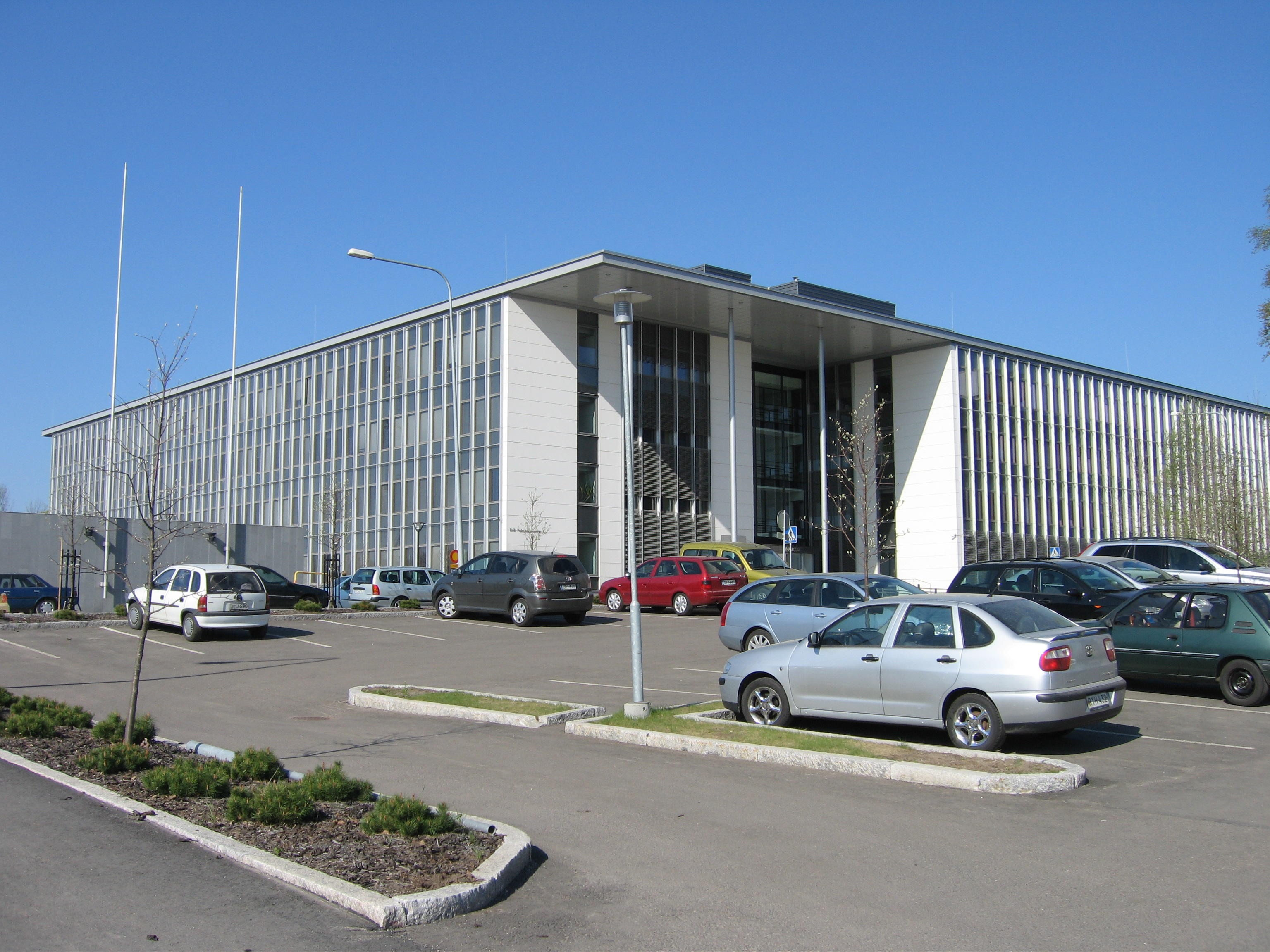
Meteorologiska institutets byggnad Dynamicum, ritad av Timo Vormala och Erkki Karonen.

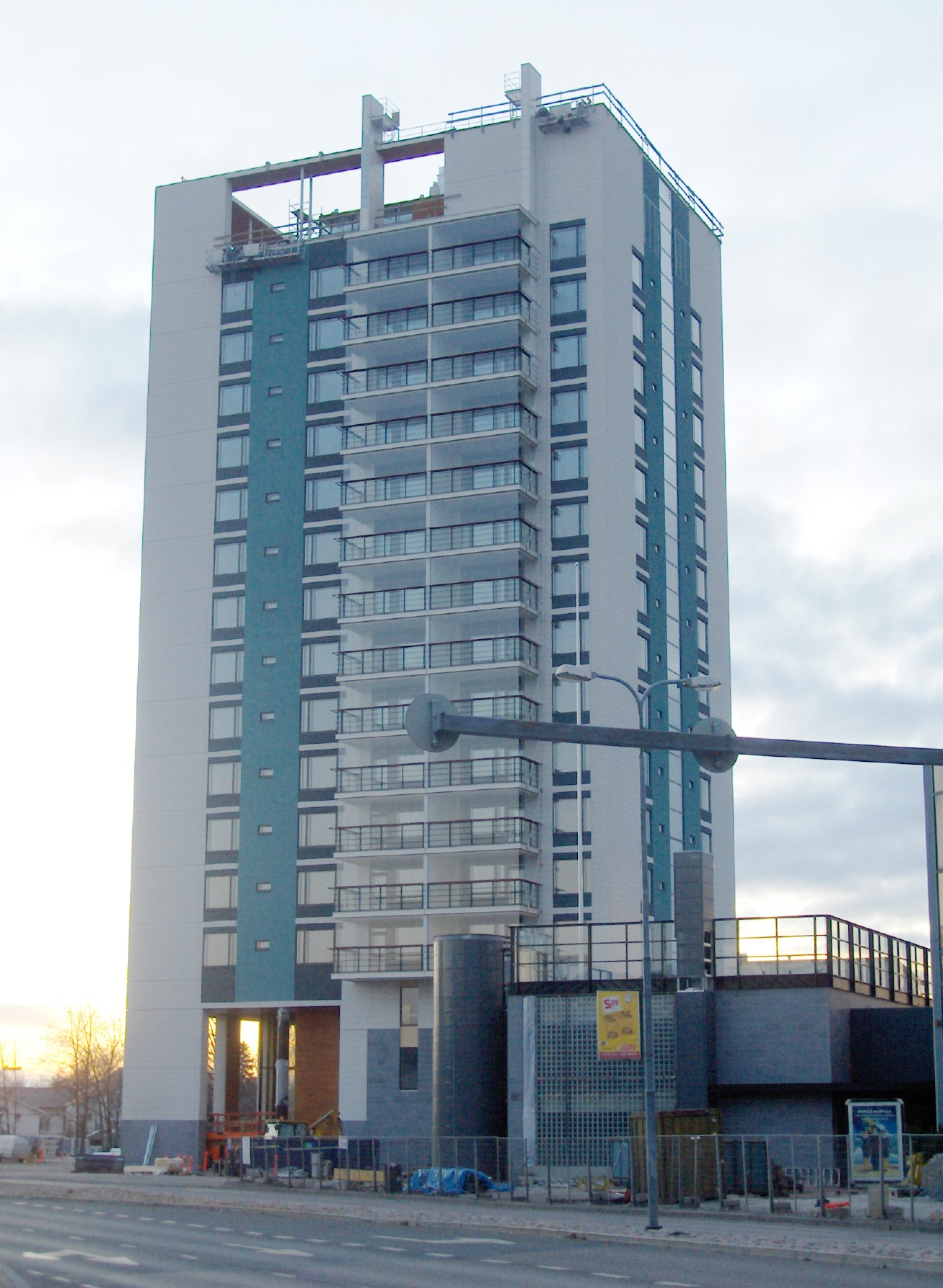
Kielotorni i Dickursby.

Timo Vormala, född 2 september 1942 i Sastmola, död 4 december 2024 i Helsingfors, var en finländsk arkitekt.
Vormala tog examen vid Tekniska högskolan i Helsingfors 1970 och startade 1973, tillsammans med Kristian Gullichsen och Erkki Kairamo, byrån Gullichsen Kairamo Vormala Arkkitehdit. Han har främst gjort sig känd för ett flertal bostadsprojekt i Helsingfors; hans karakteristiska ljusa, modernistiska stil, starkt präglad av den tidiga funktionalismen, har kallats för vormalismen och influerat en ny generation arkitekter. Därutöver har han ritat några offentliga byggnader.
År 2013 mottog han Pro Finlandia-medaljen.

## Verk i urval
- Geodetiska institutet i Masaby, 1995
- bostadskvarter vid Hertonäs strand, 1995–1998
- kvarteret Meritähti på Drumsö, 1997
- bostäderna och Allergihuset vid Paciusbacken i Helsingfors, 1998
- Merikantoparken i Helsingfors, 1999
- Biomedicum i Helsingfors, 2001
- Sandkajen i Nordsjö, tillsammans med Kirsti Sivén, 2001
- Dynamicum, Meteorologiska institutets hus, tillsammans med Erkki Karonen, 2005
- höghuset Kielotorni i Dickursby, 2005[7]